# Old Harrovian A.F.C.
The Old Harrovian Association Football Club (også kendt som Old Harrovians eller OHAFC) er en fodboldklub for tidligere elever på Harrow School i Harrow, England. Klubben blev grundlagt i 1859, blot to år efter Sheffield FC. I 1927 blev fodbold afskaffet på Harrow School til fordel for rugby, hvilket førte til at klubben blev opløst i 1931. Den blev gendannet i 1963 og vandt for første gang Arthurian League-mesterskabet i 1977-78.
Klubben deltog i FA Cup'en i 1870'erne og 1880'erne og nåede semifinalerne i sæsonen 1877-78.

## Titler
- Arthur Dunn Cup: Vinder 2006-07.
- Arthurian League: Vinder 1977-78, 2003-04, 2009-10.